# Mellum (Schiff, 1984)
Die Mellum ist ein Mehrzweck- und Gewässerschutzschiff des Bundes. Sie wird vom Reedereizentrum der Wasserstraßen- und Schifffahrtsverwaltung betrieben. Das Schiff wird eingesetzt als Tonnenleger und zur Unterhaltung von Schifffahrtszeichen (Schifffahrtszeichenfahrzeug), zur Schadstoffunfallbekämpfung, Brandbekämpfung, für Hilfeleistungen auf See (insbesondere das Notschleppen), als Eisbrecher und für schifffahrtspolizeiliche Aufgaben. Benannt ist das Schiff nach der niedersächsischen Insel Mellum.

## Einsatzbereiche
Der Einsatz als Schifffahrtszeichenfahrzeug stellt dabei den Schwerpunkt des Schiffes dar. Für die Brandbekämpfung verfügt das Schiff über fünf Löschkanonen (Monitore), die alle von der Brücke des Schiffes aus fernbedient werden können.
Das Schiff ist in das System der Überwachung von Meeresverschmutzungen aus der Luft (mit Flugzeugen des Typs Dornier 228 LM) als Koordinationsstelle auf See eingebunden. Es erhält die von den Flugzeugen gesammelten Daten direkt auf eine spezielle Bodenstation übermittelt und kann damit die Schutz- und Bekämpfungsmaßnahmen einleiten und führen.
In strengen Wintern, in denen sich auf der Ostsee Eis bildet, das zu einer Behinderung der Schifffahrt führt, kann die Mellum als Eisbrecher eingesetzt werden. Sie wird dafür der „Zentralen Eisdienststelle“ am Standort Kiel der Generaldirektion Wasserstraßen und Schifffahrt unterstellt. Zum Eisbrechen ist das Schiff mit einem Eisbrechersteven und verstärkter Bordwand ausgerüstet. Das Schiff verfügt über die Eisklasse E3.

## Bau und Stapellauf
Die Mellum wurde 1983/84 unter der Baunummer 406 auf der Elsflether Werft gebaut. Die Kiellegung des Schiffes fand am 26. August, der Stapellauf am 17. Dezember 1983 statt. Die Fertigstellung des Schiffes erfolgte im Juni 1984. Das Schiff wurde mehrfach modernisiert. Zuletzt wurde es im Januar 1999 um 7,5 m verlängert, um die Längsstabilität zu verbessern.

## Antrieb
Das Schiff wird von vier Achtzylinder-Viertaktmotoren des Herstellers Krupp MaK Maschinenbau mit einer Leistung von je 1655 kW angetrieben, die auf zwei Verstellpropeller wirken. Als Manövrierhilfe ist im Bug eine Bugstrahlanlage mit einer Leistung von 660 kW eingebaut. Für die Stromversorgung an Bord sind drei Dieselgeneratoren mit je 750 kVA installiert.

## Zwischenfälle
Am 7. Juni 2016 wurde die Mellum in Wewelsfleth während eines Werftaufenthaltes durch ein Feuer beschädigt. Der Schaden betrug rund 100.000 Euro.

## Ersatz
Die Mellum wird 2025/2026 durch einen gleichnamigen Neubau der Scharhörn-Klasse ersetzt.